# مشتق مالي
المشتقات المالية هي أدوات مالية تستمد قيمتها من أداء أصل حقيقي أو مالي أو من أداء أحد المؤشرات السوقية. ويندرج تحت مسمى الأصول الحقيقية: السلع الدولية (كالذهب والنفط والمعادن والقمح و الأرز ، إلخ. اما الأصول المالية فتشتمل على الأوراق المالية كالأسهم والسندات. وتساعد المشتقات المالية على نقل المخاطر المالية بين الأطراف المتعاقدة عبر الأسواق المالية المنظمة أو الموازية. وتتوقف قيمة الأداة المشتقة على سعر الأصول أو المؤشرات محل التعاقد. وعلى خلاف أدوات الدين فليس هناك مايتم دفعه مقدماً ليتم استرداده وليس هناك عائد مستحق على الأستثمار. وتستخدم المشتقات المالية لعدد من الأغراض وتشمل إدارة المخاطر ، والتحوط ضد المخاطر، والمراجحة بين الأسواق ولأغراض المضاربة البحتة أيضاً.

## تعريف اخر
تعرف الأدوات المشتقة أيضاً بأنها عبارة عن عقود فرعية تبنى على (أو تشتق من) عقود أساسية لأدوات استثمارية (أوراق مالية، عملات أجنبية ، سلع ، وما شابه) في نطاق ما اصطلح عليه بالهندسة المالية .

## طبيعتها
لا تعتبر المشتقات  أصولا مالية بالمعنى المألوف، كما أنها لا تمثل أصولاً عينية وإنما هي عقود كسائر أنواع العقود المتعارف عليها ويترتب عليها حقاً لطرف والتزاماً على الطرف الآخر أو حقاً لطرفين والتزاماً عليهما في الوقت نفسه (كما هو حال المبادلات).

## تعريفصندوق النقد الدولي
" المشتقات المالية هي عقود تتوقف قيمتها على أسعار الأصول المالية محل التعاقد ولكنها لا تقتضي أو تتطلب استثماراً لأصل المال في هذه الأصول. وكعقد بين طرفين على تبادل المدفوعات على أساس الأسعار أو العوائد، فإن أي انتقال لملكية الأصل محل التعاقد والتدفقات النقديه يصبح أمراً غير ضروري "

## المشتق المالي
أداة مالية تشتق قيمتها من سعر أو معدل عقد أو مؤشر مالي، وهذا السعر أو المعدل الأساس يمكن أن يكون سعر ورقة مالية محدده أو سعر صرف اجنبي أو سعر سلعة أو معدل فائدة أو مؤشر أسعار أو معدلات.

## صاحب اصول الإدارة المالية
أية ورقة مالية تشتق قيمتها من ثمن أصل آخر يكون محلاٌ للتقاعد